# Melanagromyza chillcottiana
Melanagromyza chillcottiana este o specie de muște din genul Melanagromyza, familia Agromyzidae, descrisă de Spencer în anul 1986.
Este endemică în Kansas. Conform Catalogue of Life specia Melanagromyza chillcottiana nu are subspecii cunoscute.